# Butte Meadows
Butte Meadows es un lugar designado por el censo ubicado en el condado de Butte en el estado estadounidense de California. En el año 2010 tenía una población de 40 habitantes.

## Geografía
Butte Meadows se encuentra ubicado en las coordenadas 40°4′52″N 121°33′4″O / 40.08111, -121.55111.